# Thelymitra gregaria
La Thelymitra gregaria és una espècie d'orquídia endèmica de Victòria, Austràlia. Té una sola fulla carnosa i canalitzada i fins a sis flors molt perfumades, de color blau fosc a violeta, i sol créixer en grups.

## Descripció
Thelymitra gregaria és una planta herbàcia perenne i tuberosa de fulla carnosa, canalitzada, de color verd fosc a groguenc i lineal que fa entre 70 i 100 mil·límetres de llargada i entre 8 i 12 d'amplada. La base és de color violeta. Pot arribar a tenir fins a sis flors de color blau-violeta fosc o violeta d'entre 22 i 40 mm d'ample sobre una tija floral de 100 a 200 mm d'alt. Els sèpals i els pètals fan entre 15 i 20 mm de llarg i entre 5 i 6,5 mm d'ample. El ginostem és de color rosa, blau o porpra, de 6-7 mm de llargada i aproximadament 3 d'amplada. El lòbul de la part superior de l'androceu és groc amb una banda de color marró fosc o negre i és poc profunda. Els lòbuls laterals estan corbats amb flocs de pèls blancs. Les flors fan una olor forta i s'obren àmpliament en temps càlids i calorosos. La floració es produeix entre els mesos de setembre i novembre.

## Taxonomia i denominació
Thelymitra gregaria va ser descrita formalment per primera vegada l'any 1988 i publicada a The Orchadian per David Jones i Mark Clements a partir d'un exemplar recollit prop de Derrinallum. L'epítet "gregaria" és una paraula llatina que significa "pertanyent a un ramat" o "comuna", ja que aquesta planta sol créixer en grups.

## Distribució i hàbitat
La Thelymitra gregaria creix en tussocks, formacions vegetals, al sud de l'estat de Victòria.

## Conservació
La Thelymitra gregaria està catalogada com a "amenaçada" segons la Llei de garantia de la flora i la fauna victoriana de 1988 (Flora and Fauna Guarantee Act 1988). Les principals amenaces per a l'espècie són la invasió de males herbes, els incendis i l'activitat humana. Malgrat això, no hi ha cap població d'aquesta orquídia que es trobi actualment en alguna reserva de conservació.